# Pilos (Trifilia)
Pilos (en griego, Πύλος) es el nombre de una antigua ciudad griega del distrito de Trifilia, en Élide, junto al río Alfeo. Hay que distinguirla de otras dos ciudades que tenían su mismo nombre del Peloponeso.
En la mitología griega, es el lugar adonde Hermes condujo las vacas que había robado a Apolo para sacrificar dos de ellas a los dioses.
Estrabón defendía que esta Pilos era la patria de Néstor porque en sus inmediaciones pasaba el río Alfeo, territorio por donde se suponía que se extendía el reino de Néstor y porque, según él, era la única de las tres ciudades llamadas Pilos que se encontraba lejos de la costa, a treinta estadios de la misma, lo cual se correspondía con el relato que hace Telémaco en la Odisea de su visita a Pilos.
Wilhelm Dörpfeld localizó Pilos de Trifilia en el territorio de la población actual de Kakóvatos, aunque la distancia de esta al mar es inferior de la señalada por Estrabón.